# Amazing Stories (serial din 2020)
Amazing Stories este un serial web de televiziune de antologie american bazat pe serialul de televiziune din 1985 cu același nume creat de Steven Spielberg. Serialul din 2020 este produs pentru Apple TV+, iar producătorii săi executivi sunt Spielberg, Edward Kitsis, Adam Horowitz, Darryl Frank și Justin Falvey. A avut premiera la 6 martie 2020. 
Numele Amazing Stories este preluat de la prima revistă science fiction, care a fost lansată în 1926 de Hugo Gernsback și a continuat în diferite formate zeci de ani.

## Episoade
| Nr. | Titlu                   | Regizat de     | Scris de                        | Data lansării  |
| --- | ----------------------- | -------------- | ------------------------------- | -------------- |
| 1 | „The Cellar”            | Chris Long     | Jessica Sharzer                 | 6 martie 2020  |
| Numai în timpul unor furtuni puternice, în pivniță scade presiunea atmosferică și este posibilă călătoria în timp. Distribuție: Dylan O'Brien, Victoria Pedretti, Micah Stock, Sasha Alexander, Gabriel Olds și Cullen Douglas. |                         |                |                                 |                |
| 2 | „The Heat”              | Sylvain White  | Chinaka Hodge                   | 13 martie 2020 |
| Două tinere afromericane se antrenează pentru cursa vieții, dar una este lovită mortal de o mașină și devine antrenoarea invizibilă a celeilalte. Distribuție: Hailey Kilgore, E'myri Crutchfield și Shane Paul McGhie. |                         |                |                                 |                |
| 3 | „Dynoman and the Volt!” | Susanna Fogel  | Peter Ackerman                  | 20 martie 2020 |
| Bunicul primește un inel pe care l-a comandat în copilărie dintr-un anunț al unei reviste de benzi desenate. Nepotul, tatăl său și bunicul trebuie să facă față superputerilor! Distribuție: Robert Forster, Tyler Crumley, Kyle Bornheimer și Alison Bell. |                         |                |                                 |                |
| 4 | „Signs of Life”         | Michael Dinner | Leah Fong                       | 27 martie 2020 |
| Mama se trezește din comă după mai mulți ani dar fiica sa își dă seama că ceva nu este în regulă. Este oare ea mama sa sau o ființă din altă parte?-... Distribuție: Michelle Wilson, Sasha Lane, Josh Holloway și Linda Park |                         |                |                                 |                |
| 5 | „The Rift”              | Mark Mylod     | Don Handfield și Richard Rayner | 3 aprilie 2020 |
| Toate catastrofele naturale nu sunt chiar așa de naturale. Periodic printr-o ruptură (rift) aeriană trec avioane din al doilea război mondial. Totul trebuie pus la loc și trimis înapoi în timp, inclusiv pilotul, prin ruptură în decurs de 11 ore sau tot ce e viu pe o rază de 16 kilometri va fi distrus. Note: Adaptare a romanului grafic din 2017 de Don Handfield, Richard Rayner și Leno Carvalho (ilustrator). Distribuție: Edward Burns, Kerry Bishé și Austin Stowell |                         |                |                                 |                |

## Producție

### Dezvoltare
La 23 octombrie 2015, s-a anunțat că NBC a început să dezvolte o repornire a seriei de televiziune de antologie Amazing Stories din 1985, care a fost creată tot de Steven Spielberg. Bryan Fuller trebuia să scrie episodul pilot și producătorii executivi urmau să fie Fuller, Justin Falvey și Darryl Frank. În acel moment, nu era anunțat că Spielberg va fi implicat în serial.
La 10 octombrie 2017, s-a anunțat că Apple a comandat producției un prim sezon format din zece episoade. S-a mai anunțat că Amblin Television va fi compania de producție suplimentară a serialului.

## Recepție
Pe Rotten Tomatoes, serialul are un rating de aprobare de 42% pe baza a 31 de recenzii, cu un rating mediu de 4,83 / 10. Consensul critic al site-ului afirmă: „Deși aspirațiile Amazing Stories sunt admirabile, se simte mai degrabă ca o reșapare datată decât o repornire sinceră”. Pe Metacritic, are un scor mediu de 50 din 100, bazat pe 13 critici, indicând „recenzii mixte sau medii”.

## Vezi și
- 2020 în științifico-fantastic